# Греко-римская борьба на летних Олимпийских играх 1948 — до 57 кг
Соревнования по греко-римской борьбе в рамках Олимпийских игр 1948 года в легчайшем весе (до 57 килограммов) прошли в Лондоне с 3 по 6 августа 1948 года в «Empress Hall».
Турнир проводился по системе с начислением штрафных баллов. За чистую победу штрафные баллы не начислялись, за победу по очкам борец получал один штрафной балл, за поражение по очкам со счётом 2-1 два штрафных балла, за поражение со счётом 3-0 или чистое поражение — три штрафных балла. Борец, набравший пять штрафных баллов, из турнира выбывал. Борцы, вышедшие в финал, проводили встречи между собой. В случае, если они уже встречались в предварительных встречах, такие результаты зачитывались. Схватка по регламенту турнира продолжалась 20 минут. Если в течение первых десяти минут не было зафиксировано туше, то судьи могли определить борца, имеющего преимущество. Если преимущество никому не отдавалось, то назначалось шесть минут борьбы в партере, при этом каждый из борцов находился внизу по три минуты (очередность определялась жребием). Если кому-то из борцов было отдано преимущество, то он имел право выбора следующих шести минут борьбы: либо в партере сверху, либо в стойке. Если по истечении шести минут не фиксировалась чистая победа, то оставшиеся четыре минуты борцы боролись в стойке.
В легчайшем весе боролись 13 участников. Чемпион Европы 1947 года египтянин Махмуд Хассан рассматривался как фаворит. Он дошёл до финала без поражений, но в финальной встрече уступил шведу Курту Петтерсену. Третье место занял турок Халиль Кая, который в пятом круге уступил Хассану и выбыл из соревнований. 

## Призовые места
- Курт Петтерсен
- Махмуд Хассан
- Халиль Кая

## Первый круг
| Штрафных баллов | Участник 1      | Результат    | Участник 2       | Штрафных баллов |
| --------------- | --------------- | ------------ | ---------------- | --------------- |
| 1               | Рейдар Мерли    | 3-0          | Курт Элиас       | 3               |
| 1               | Махмуд Хассан   | 2-1          | Колле Лейзерович | 2               |
| 0               | Курт Петтерсен  | Туше (11:54) | Франческо Суппо  | 3               |
| 1               | Лайош Бенше     | 2-1          | Тайсто Лемпинен  | 3               |
| 0               | Халиль Кая      | Туше (12:01) | Хесус Арензана   | 3               |
| 0               | Николаос Бирис  | Туше (5:46)  | Кен Ирвин        | 3               |
| 0               | Элвидио Фламини | Пропускал    |                  |                 |

## Второй круг
| Штрафных баллов | Участник 1      | Результат                           | Участник 2       | Штрафных баллов |
| --------------- | --------------- | ----------------------------------- | ---------------- | --------------- |
| 4               | Курт Элиас      | 3-0                                 | Элвидио Фламини  | 3               |
| 1               | Махмуд Хассан   | Туше (5:49)                         | Франческо Суппо  | 6               |
| 4               | Рейдар Мерли    | Дисквалификация обоих (пассивность) | Колле Лейзерович | 5               |
| 1               | Курт Петтерсен  | 3-0                                 | Лайош Бенше      | 4               |
| 3               | Тайсто Лемпинен | Туше (8:16)                         | Хесус Арензана   | 6               |
| 0               | Халиль Кая      | Туше (13:55)                        | Николаос Бирис   | 3               |
| 3               | Кен Ирвин       | Пропускал                           |                  |                 |

## Третий круг
| Штрафных баллов | Участник 1      | Результат    | Участник 2     | Штрафных баллов |
| --------------- | --------------- | ------------ | -------------- | --------------- |
| 3               | Элвидио Фламини | Туше (12:43) | Кен Ирвин      | 6               |
| 1               | Махмуд Хассан   | Туше (8:14)  | Курт Элиас     | 6               |
| 4               | Рейдар Мерли    | 3-0          | Курт Петтерсен | 4               |
| 5               | Лайош Бенше     | 3-0          | Халиль Кая     | 3               |
| 3               | Тайсто Лемпинен | Туше (3:53)  | Николаос Бирис | 6               |

## Четвёртый круг
| Штрафных баллов | Участник 1     | Результат    | Участник 2      | Штрафных баллов |
| --------------- | -------------- | ------------ | --------------- | --------------- |
| 1               | Махмуд Хассан  | Туше (19:53) | Элвидио Фламини | 6               |
| 4               | Курт Петтерсен | Туше (14:17) | Тайсто Лемпинен | 6               |
| 3               | Халиль Кая     | Пропускал    |                 |                 |

## Пятый круг
| Штрафных баллов | Участник 1     | Результат | Участник 2 | Штрафных баллов |
| --------------- | -------------- | --------- | ---------- | --------------- |
| 2               | Махмуд Хассан  | 3-0       | Халиль Кая | 6               |
| 4               | Курт Петтерсен | Пропускал |            |                 |

## Финал
| Штрафных баллов | Участник 1     | Результат | Участник 2    | Штрафных баллов |
| --------------- | -------------- | --------- | ------------- | --------------- |
|                 | Курт Петтерсен | 3-0       | Махмуд Хассан |                 |